# Icilio Guareschi

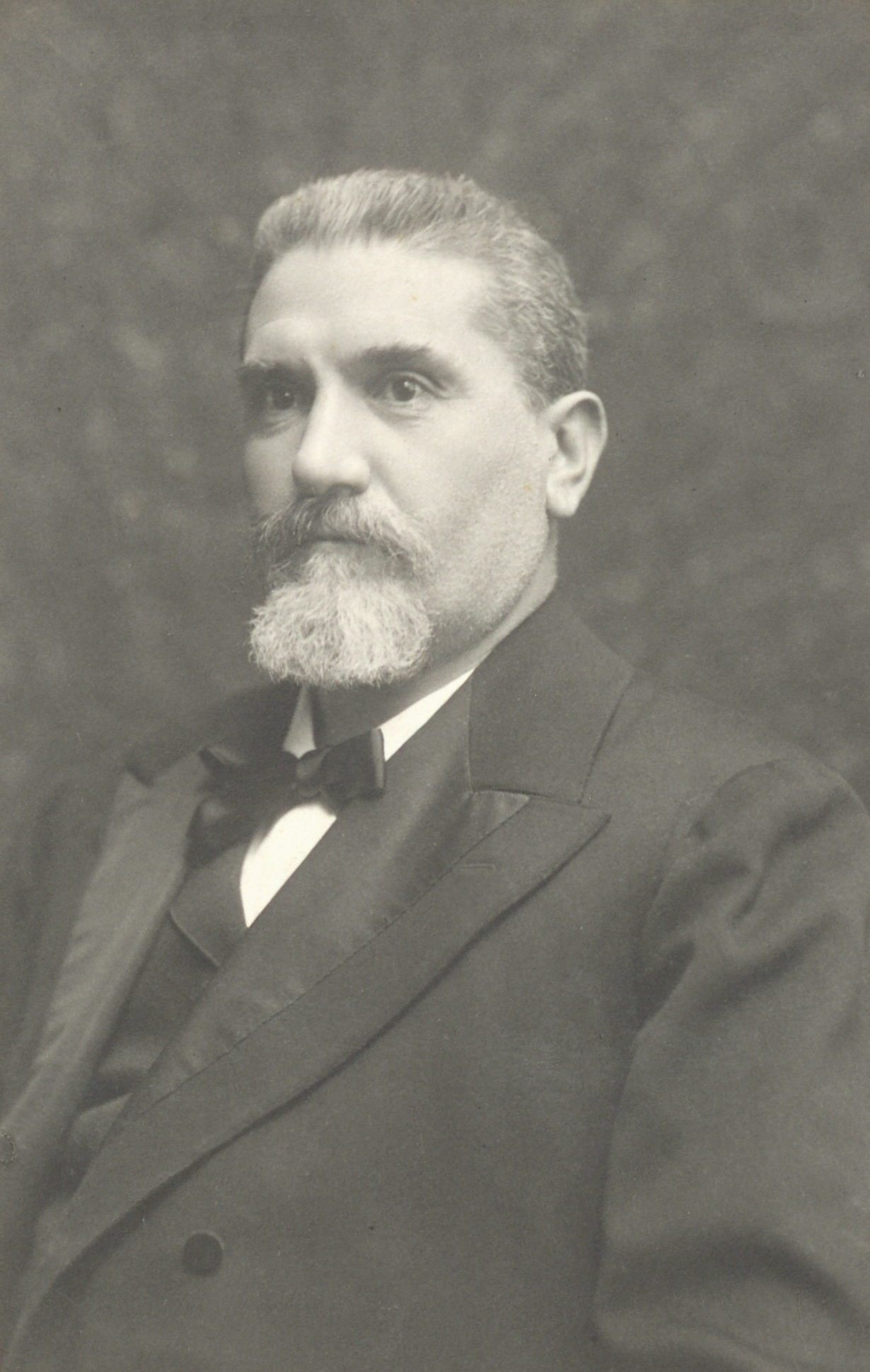
Icilio Guareschi

Icilio Guareschi (* 24. Dezember 1847 in San Secondo Parmense bei Parma; † 20. Juni 1918 in Turin) war ein italienischer Chemiker (Organische Chemie) und Chemiehistoriker.
Guareschi studierte an der Universität Bologna mit dem Abschluss 1870 (wobei er 1866 am Dritten Unabhängigkeitskrieg als Freiwilliger teilnahm), war während seiner Promotion (1871) am Institut für Geschichte der Naturwissenschaften in Florenz und nach der Promotion Professor am Polytechnikum in Livorno. 1876 wurde er Professor an der Universität Siena und 1879 ordentlicher Professor für pharmazeutische Chemie an der Universität Turin.
Guareschi befasste sich insbesondere mit der Synthese von Pyridinen und deren Derivaten. Von ihm stammt die erste Veröffentlichung der Camps-Chinolinsynthese und die Guareschi-Thorpe-Kondensation zur Synthese von 2-Pyridon. Er befasste sich auch mit Pharmazie, Toxikologie und Chemiegeschichte, unter anderem schrieb er eine 1904 erschienene zwölfbändige Storia della chimica und gilt als einer der Begründer der Chemiegeschichte in Italien mit vielen Veröffentlichungen (unter anderem zu Amadeo Avogadro und Domenico Guglielmini, dessen Bedeutung als Kristallograph er erkannte). Seine Einführung in die Chemie der Alkaloide erschien auch auf Deutsch (1896/97 Berlin). Mit Francesco Selmi gab er 1868 bis 1881 die Enciclopedia di Chimica scientifica e industriale heraus (in Italien der Guareschi genannt), mit einer Neuauflage in 13 Bänden ab 1899.
1912 wurde er korrespondierendes Mitglied der Accademia dei Lincei.